# Empalomadura
En un barco se llama empalomadura o palomadura a la ligadura fuerte con que a trechos proporcionados y en lugar de costura se une la relinga a su vela en determinados casos. 
Se ejecuta con la aguja que para tal fin lleva varias hebras de hilo ensartadas y por lo regular, consta de cuatro vueltas que abrazan alrededor la relinga con la vaina de la vela.